# Eccellenza Campania 2020-2021
Il campionato italiano di calcio di Eccellenza regionale 2020-2021 è la trentesima edizione del campionato di Eccellenza. Rappresenta il quinto livello del campionato italiano e il primo a livello regionale.

## Stagione

### Avvenimenti pre-stagione
Nella riunione del 30 giugno 2020, il Consiglio Direttivo del C.R. Campania ha deliberato l'ampliamento dell’organico del campionato da 36 a 42 squadre suddivise in tre gironi da quattordici. La composizione dei vari raggruppamenti, è stata resa nota il 26 agosto sul portate della L.N.D. Campania
Dalla stagione precedente: le società Vis Afragolese, Puteolana e Pol. Santa Maria Cilento sono state promosse in Serie D 2020-2021 mentre sono retrocesse in Promozione la Nuova Napoli Nord e l'Eclanese 1932 Calcio. Dalla Serie D 2019-2020 l'Agropoli e il San Tommaso Calcio sono invece retrocesse.
- Le società San Tommaso Calcio e Battipagliese 1929 non hanno provveduto all'iscrizione al campionato, conseguentemente risultano tre posti vacanti, rispetto all’organico di 42 squadre.

Di conseguenza, sono state ammesse/ripescate le seguenti società:
- Eclanese 1932 Calcio, Nuova Napoli Nord e Salernum Baronissi che occupavano le prime tre posizioni della graduatoria pubblicata il 6 agosto[3].

## Girone A

### Squadre partecipanti
| Club                        | Città                      | Stadio                          | Stagione precedente                     |
| --------------------------- | -------------------------- | ------------------------------- | --------------------------------------- |
| A.S.D. Albanova Calcio 2013 | Casal di Principe (CE)     | Stadio Angelo Scalzone          | 8º in Eccellenza Campania/A             |
| A.S. Barano Calcio 1968     | Barano d'Ischia (NA)       | Stadio Don Luigi Di Iorio       | 15º in Eccellenza Campania/A            |
| A.S.D. Città di Gragnano    | Gragnano (NA)              | Stadio San Michele              | 14º in Eccellenza Campania/A            |
| A.S.D. Calcio Frattese 1928 | Frattamaggiore (NA)        | Stadio Pasquale Ianniello       | 3º in Eccellenza Campania/A             |
| S.S.D. Ischia Calcio        | Ischia (NA)                | Stadio Enzo Mazzella            | 1º in Promozione Campania/B             |
| A.S.D. Maddalonese 1919     | Maddaloni (CE)             | Stadio Cappuccini               | 2º in Promozione Campania/A             |
| U.S. Marcianise             | Marcianise (CE)            | Stadio Progreditur              | 16º in Eccellenza Campania/A            |
| A.S.D. Mondragone           | Mondragone (CE)            | Stadio Salvatore Gregorio Conte | 7º in Eccellenza Campania/A             |
| C.S.D.S. Napoli United      | Mugnano di Napoli (NA)     | Stadio Alberto Vallefuoco       | 6º in Eccellenza Campania/A             |
| A.S.D. Nuova Napoli Nord    | Quarto (NA)                | Stadio Castrense Giarrusso      | 18º in Eccellenza Campania/A, ripescata |
| A.S.D. Pianura Calcio 1977  | Napoli (Pianura)           | Stadio Simpatia                 | 1º in Promozione Campania/B             |
| F.C. Racing Capri 1960      | Capri (NA)                 | Stadio San Costanzo             |                                         |
| A.S.D. Real Forio 2014      | Forio (NA)                 | Stadio Salvatore Calise         | 17º in Eccellenza Campania/A            |
| A.S.D. San Giorgio 1926     | San Giorgio a Cremano (NA) | Stadio Raffaele Paudice         | 10º in Eccellenza Campania/A            |

### Classifica
|  | Pos. | Squadra           | Pt | G | V | N | P | GF | GS | DR |
|  | ---- | ----------------- | -- | - | - | - | - | -- | -- | -- |
|  | 1.   | Albanova          | 6  | 2 | 2 | 0 | 0 | 5  | 0  | +5 |
|  | 2.   | Real Forio        | 4  | 2 | 1 | 1 | 0 | 2  | 1  | +1 |
|  | 3.   | Frattese          | 3  | 1 | 1 | 0 | 0 | 5  | 1  | +4 |
|  | 4.   | Pianura           | 3  | 1 | 1 | 0 | 0 | 2  | 1  | +1 |
|  | 5.   | Maddalonese       | 3  | 1 | 1 | 0 | 0 | 1  | 0  | +1 |
|  | 6.   | San Giorgio       | 1  | 1 | 0 | 1 | 0 | 1  | 1  | 0  |
|  | 7.   | Ischia            | 0  | 0 | 0 | 0 | 0 | 0  | 0  | 0  |
|  | 8.   | Marcianise        | 0  | 0 | 0 | 0 | 0 | 0  | 0  | 0  |
|  | 9.   | Racing Capri      | 0  | 0 | 0 | 0 | 0 | 0  | 0  | 0  |
|  | 10.  | Gragnano          | 0  | 1 | 0 | 0 | 1 | 1  | 2  | -1 |
|  | 11.  | Mondragone        | 0  | 1 | 0 | 0 | 1 | 0  | 1  | -1 |
|  | 12.  | Napoli United     | 0  | 1 | 0 | 0 | 1 | 0  | 1  | -1 |
|  | 13.  | Barano            | 0  | 1 | 0 | 0 | 1 | 1  | 5  | -4 |
|  | 14.  | Nuova Napoli Nord | 0  | 2 | 0 | 0 | 2 | 0  | 5  | -5 |

Legenda:
      Promosso in Serie D 2021-2022.
  Ammesso ai play-off o ai play-out.
      Retrocesso in Promozione 2021-2022.
Regolamento:
Tre punti a vittoria, uno a pareggio, zero a sconfitta.

### Risultati

#### Tabellone
Aggiornato all'11 ottobre 2020.
Ogni riga indica i risultati casalinghi della squadra segnata a inizio della riga, contro le squadre segnate colonna per colonna (che invece avranno giocato l'incontro in trasferta). Al contrario, leggendo la colonna di una squadra si avranno i risultati ottenuti dalla stessa in trasferta, contro le squadre segnate in ogni riga, che invece avranno giocato l'incontro in casa.
|                   | ALB  | BAR  | CGR  | FRA  | ISC  | MAD  | MAR  | MON  | NAP  | NNR  | PNR  | RCP  | RFR  | SGR  |
| ----------------- | ---- | ---- | ---- | ---- | ---- | ---- | ---- | ---- | ---- | ---- | ---- | ---- | ---- | ---- |
| Albanova          | –––– | -    | -    | -    | -    | -    | -    | -    | -    | 4-0  | -    | -    | -    | -    |
| Barano            | -    | –––– | -    | -    | -    | -    | -    | -    | -    | -    | -    | -    | -    | -    |
| Città di Gragnano | -    | -    | –––– | -    | -    | -    | -    | -    | -    | 1-2  | -    | -    | -    | -    |
| Frattese          | -    | 5-1  | -    | –––– | -    | -    | -    | -    | -    | -    | -    | -    | -    | -    |
| Ischia            | -    | -    | -    | -    | –––– | -    | -    | -    | -    | -    | -    | -    | -    | -    |
| Maddalonese       | -    | -    | -    | -    | -    | –––– | -    | -    | -    | -    | -    | -    | -    | -    |
| Marcianise        | -    | -    | -    | -    | -    | -    | –––– | -    | -    | -    | -    | -    | -    | -    |
| Mondragone        | 0-1  | -    | -    | -    | -    | -    | -    | –––– | -    | -    | -    | -    | -    | -    |
| Napoli United     | -    | -    | -    | -    | -    | 0-1  | -    | -    | –––– | -    | -    | -    | -    | -    |
| Nuova Napoli Nord | -    | -    | -    | -    | -    | -    | -    | -    | -    | –––– | -    | -    | 0-1  | -    |
| Pianura           | -    | -    | -    | -    | -    | -    | -    | -    | -    | -    | –––– | -    | -    | -    |
| Racing Capri      | -    | -    | -    | -    | -    | -    | -    | -    | -    | -    | -    | –––– | -    | -    |
| Real Forio        | -    | -    | -    | -    | -    | -    | -    | -    | -    | -    | -    | -    | –––– | 1-1  |
| San Giorgio       | -    | -    | -    | -    | -    | -    | -    | -    | -    | -    | -    | -    | -    | –––– |

## Girone B

### Squadre partecipanti
| Club                               | Città                  | Stadio                                      | Stagione precedente          |
| ---------------------------------- | ---------------------- | ------------------------------------------- | ---------------------------- |
| A.S.D. Audax Cervinara Calcio 1935 | Cervinara (AV)         | Stadio Canada-Roberto Cioffi                | 6º in Eccellenza Campania/B  |
| A.S.D. Casoria Calcio 1979         | Casoria (NA)           | Stadio San Mauro                            | 5º in Eccellenza Campania/A  |
| S.S.D. Città di Avellino           | Avellino               | Comunale Modestino De Cicco (Pratola Serra) | 18º in Eccellenza Campania/B |
| F.C.D. Lions Mons Militum 2010     | Montemiletto (AV)      | Stadio Giovanni Fina                        | 2º in Promozione Campania/C  |
| A.S.D. U.S. Mariglianese 2004      | Marigliano (NA)        | Stadio Comunale (Brusciano)                 | 12º in Eccellenza Campania/A |
| U.S.D. Palmese 1914                | Palma Campania (NA)    | Stadio Comunale                             | 2º in Eccellenza Campania/B  |
| A.S.D. Polisportiva Grotta 1984    | Grottaminarda (AV)     | Stadio Massimo Romano                       | 9º in Eccellenza Campania/B  |
| A.S.D. Polisportiva Dil. Lioni     | Lioni (AV)             | Stadio Nino Iorlano                         | 14º in Eccellenza Campania/B |
| A.S.D. Calcio Pomigliano 1920      | Pomigliano d'Arco (NA) | Stadio Ugo Gobbato                          | 4º in Eccellenza Campania/A  |
| A.S.D. Pol. Real Acerrana 1926     | Acerra (NA)            | Stadio Arcoleo                              | 4º in Promozione Campania/B  |
| A.S.C.D. Saviano 1960              | Saviano (NA)           | Stadio Peppino Pierro                       | 1º in Promozione Campania/C  |
| U.S.D. Virtus Avellino 2013        | Avellino               | Stadio Comunale (San Michele di Serino)     | 11º in Eccellenza Campania/B |
| Virtus Campania                    | Napoli (Ponticelli)    | Stadio Paolo Borsellino (Volla)             | 10º in Eccellenza Campania/A |
| U.S.D. Vis Ariano Accadia          | Ariano Irpino (AV)     | Stadio Silvio Renzulli                      | 5º in Eccellenza Campania/B  |

### Classifica
|  | Pos. | Squadra               | Pt | G | V | N | P | GF | GS | DR |
|  | ---- | --------------------- | -- | - | - | - | - | -- | -- | -- |
|  | 1.   | Virtus Avellino       | 6  | 2 | 2 | 0 | 0 | 3  | 1  | +2 |
|  | 1.   | Palmese               | 6  | 2 | 2 | 0 | 0 | 2  | 0  | +2 |
|  | 3.   | Acerrana              | 3  | 1 | 1 | 1 | 0 | 5  | 2  | +3 |
|  | 4.   | Mariglianese          | 2  | 2 | 0 | 2 | 0 | 3  | 3  | 0  |
|  | 4.   | Virtus Campania       | 2  | 2 | 0 | 2 | 0 | 3  | 3  | 0  |
|  | 6.   | Vis Ariano Accadia    | 1  | 1 | 0 | 1 | 0 | 2  | 2  | 0  |
|  | 7.   | Polisportiva Lioni    | 1  | 2 | 0 | 1 | 1 | 2  | 3  | -1 |
|  | 8.   | Lions MM Montemiletto | 1  | 2 | 0 | 1 | 1 | 1  | 2  | -1 |
|  | 9.   | Saviano               | 1  | 2 | 0 | 1 | 1 | 4  | 7  | -3 |
|  | 10.  | Audax Cervinara       | 0  | 0 | 0 | 0 | 0 | 0  | 0  | 0  |
|  | 10.  | Città di Avellino     | 0  | 0 | 0 | 0 | 0 | 0  | 0  | 0  |
|  | 10.  | Polisportiva Grotta   | 0  | 0 | 0 | 0 | 0 | 0  | 0  | 0  |
|  | 13.  | Pomigliano            | 0  | 1 | 0 | 0 | 1 | 0  | 1  | -1 |
|  | 13.  | Casoria               | 0  | 1 | 0 | 0 | 1 | 0  | 1  | -1 |

Legenda:
      Promosso in Serie D 2021-2022.
  Ammesso ai play-off o ai play-out.
      Retrocesso in Promozione 2021-2022.
Regolamento:
Tre punti a vittoria, uno a pareggio, zero a sconfitta.

### Risultati

#### Tabellone
Aggiornato al 10 ottobre 2020.
Ogni riga indica i risultati casalinghi della squadra segnata a inizio della riga, contro le squadre segnate colonna per colonna (che invece avranno giocato l'incontro in trasferta). Al contrario, leggendo la colonna di una squadra si avranno i risultati ottenuti dalla stessa in trasferta, contro le squadre segnate in ogni riga, che invece avranno giocato l'incontro in casa.
|                       | AUD  | CAS  | CAV  | LIO  | MAR  | PAL  | PGR  | PLI  | POM  | RAC  | SAV  | VAV  | VCA  | VIS  |
| --------------------- | ---- | ---- | ---- | ---- | ---- | ---- | ---- | ---- | ---- | ---- | ---- | ---- | ---- | ---- |
| Audax Cervinara       | –––– | -    | -    | -    | -    | -    | -    | -    | -    | -    | -    | -    | -    | -    |
| Casoria               | -    | –––– | -    | -    | -    | 0-1  | -    | -    | -    | -    | -    | -    | -    | -    |
| Città di Avellino     | -    | -    | –––– | -    | -    | -    | -    | -    | -    | -    | -    | -    | -    | -    |
| Lions MM Montemiletto | -    | -    | -    | –––– | 1-1  | -    | -    | -    | -    | -    | -    | -    | -    | -    |
| Mariglianese          | -    | -    | -    | -    | –––– | -    | -    | -    | -    | -    | -    | -    | -    | 2-2  |
| Palmese               | -    | -    | -    | 1-0  | -    | –––– | -    | -    | -    | -    | -    | -    | -    | -    |
| Polisportiva Grotta   | -    | -    | -    | -    | -    | -    | –––– | -    | -    | -    | -    | -    | -    | -    |
| Polisportiva Lioni    | -    | -    | -    | -    | -    | -    | -    | –––– | -    | -    | -    | 1-2  | -    | -    |
| Pomigliano            | -    | -    | -    | -    | -    | -    | -    | -    | –––– | -    | -    | -    | -    | -    |
| Real Acerrana         | -    | -    | -    | -    | -    | -    | -    | -    | -    | –––– | 5-2  | -    | -    | -    |
| Saviano               | -    | -    | -    | -    | -    | -    | -    | -    | -    | -    | –––– | -    | 2-2  | -    |
| Virtus Avellino       | -    | -    | -    | -    | -    | -    | -    | -    | 1-0  | -    | -    | –––– | -    | -    |
| Virtus Campania       | -    | -    | -    | -    | -    | -    | -    | 1-1  | -    | -    | -    | -    | –––– | -    |
| Vis Ariano Accadia    | -    | -    | -    | -    | -    | -    | -    | -    | -    | -    | -    | -    | -    | –––– |

## Girone C

### Squadre partecipanti
| Club                                    | Città                     | Stadio                                       | Stagione precedente          |
| --------------------------------------- | ------------------------- | -------------------------------------------- | ---------------------------- |
| U.S. Agropoli 1921                      | Agropoli (SA)             | Stadio Raffaele Guariglia                    | 18º in Serie D/H             |
| A.S.D. Alfaterna 1974                   | Nocera Inferiore (SA)     | Stadio Karol Wojtyła                         | 17º in Eccellenza Campania/B |
| S.S.D. U.S. Angri 1927                  | Angri (SA)                | Stadio Pasquale Novi                         | 15º in Eccellenza Campania/B |
| A.S.D. Buccino Volcei 1925              | Buccino (SA)              | Stadio Paolino Via                           | 7º in Eccellenza Campania/B  |
| A.S.D. Calpazio 1963                    | Capaccio Paestum (SA)     | Stadio Tenente Michele Vaudano               | 4º in Promozione Campania/D  |
| A.S.D. Castel San Giorgio Calcio        | Castel San Giorgio (SA)   | Stadio Domenico Sessa                        | 4º in Eccellenza Campania/B  |
| F.C. Costa D'Amalfi 2012                | Amalfi (SA) e Maiori (SA) | Stadio San Martino (Maiori)                  | 3º in Eccellenza Campania/B  |
| U.S. Faiano 1965                        | Pontecagnano Faiano (SA)  | Stadio 23 giugno 1978                        | 13º in Eccellenza Campania/B |
| A.S.D. Real Poggiomarino                | Poggiomarino (NA)         | Stadio Vigilante Varone (Sant'Antonio Abate) | 13º in Eccellenza Campania/A |
| A.S.D. Salernum Baronissi               | Salerno e Baronissi       | Stadio Rinaldo Settembrino (Salerno)         | 3º in Promozione Campania/D  |
| A.S.D. F.C. Sant'Agnello 1996           | Sant'Agnello (NA)         | Stadio Comunale                              | 9º in Promozione Campania/B  |
| A.S.D. Scafatese Calcio 1922            | Scafati (SA)              | Stadio comunale 28 settembre 1943            | 8º in Eccellenza Campania/B  |
| A.S.D. Vico Equense 1958                | Vico Equense (NA)         | Stadio Massaquano                            | 10º in Eccellenza Campania/B |
| A.S.D. Polisportiva Virtus Cilento 2019 | Casal Velino (SA)         | Stadio Polivalente Ardisani                  | 1º in Promozione Campania/D  |

### Classifica
|  | Pos. | Squadra            | Pt | G | V | N | P | GF | GS | DR |
|  | ---- | ------------------ | -- | - | - | - | - | -- | -- | -- |
|  | 1.   | Calpazio           | 6  | 2 | 2 | 0 | 0 | 6  | 1  | +5 |
|  | 2.   | Scafatese          | 4  | 2 | 1 | 1 | 0 | 5  | 0  | +5 |
|  | 3.   | Vico Equense       | 4  | 2 | 1 | 1 | 0 | 3  | 1  | +2 |
|  | 4.   | Faiano             | 3  | 1 | 1 | 0 | 0 | 3  | 0  | +3 |
|  | 5.   | Costa D'Amalfi     | 3  | 1 | 1 | 0 | 0 | 3  | 2  | +1 |
|  | 6.   | Castel San Giorgio | 3  | 1 | 1 | 0 | 0 | 2  | 1  | +1 |
|  | 7.   | Buccino Volcei     | 2  | 2 | 0 | 2 | 0 | 0  | 0  | 0  |
|  | 8.   | Agropoli           | 1  | 1 | 0 | 1 | 0 | 0  | 0  | 0  |
|  | 8.   | Salernum Baronissi | 1  | 1 | 0 | 1 | 0 | 0  | 0  | 0  |
|  | 10.  | Angri              | 0  | 0 | 0 | 0 | 0 | 0  | 0  | 0  |
|  | 11.  | Virtus Cilento     | 0  | 1 | 0 | 0 | 1 | 1  | 3  | -2 |
|  | 12.  | Alfaterna          | 0  | 2 | 0 | 0 | 2 | 2  | 5  | -3 |
|  | 13.  | Sant'Agnello       | 0  | 2 | 0 | 0 | 2 | 1  | 5  | -4 |
|  | 14.  | Real Poggiomarino  | 0  | 2 | 0 | 0 | 2 | 1  | 9  | -8 |

Legenda:
      Promosso in Serie D 2021-2022.
  Ammesso ai play-off o ai play-out.
      Retrocesso in Promozione 2021-2022.
Regolamento:
Tre punti a vittoria, uno a pareggio, zero a sconfitta.

### Risultati

#### Tabellone
Aggiornato al 10 ottobre 2020.
Ogni riga indica i risultati casalinghi della squadra segnata a inizio della riga, contro le squadre segnate colonna per colonna (che invece avranno giocato l'incontro in trasferta). Al contrario, leggendo la colonna di una squadra si avranno i risultati ottenuti dalla stessa in trasferta, contro le squadre segnate in ogni riga, che invece avranno giocato l'incontro in casa.
|                    | AGR  | ALF  | ANG  | BUC  | CAL  | CAS  | COS  | FAI  | RPM  | SAL  | SAG  | SCA  | VIC  | VIR  |
| ------------------ | ---- | ---- | ---- | ---- | ---- | ---- | ---- | ---- | ---- | ---- | ---- | ---- | ---- | ---- |
| Agropoli           | –––– | -    | -    | -    | -    | -    | -    | -    | -    | -    | -    | -    | 0-0  | -    |
| Alfaterna          | -    | –––– | -    | -    | -    | -    | 2-3  | -    | -    | -    | -    | -    | -    | -    |
| Angri              | -    | -    | –––– | -    | -    | -    | -    | -    | -    | -    | -    | -    | -    | -    |
| Buccino Volcei     | -    | -    | -    | –––– | -    | -    | -    | -    | -    | -    | -    | -    | -    | -    |
| Calpazio           | -    | 2-0  | -    | -    | –––– | -    | -    | -    | -    | -    | -    | -    | -    | -    |
| Castel San Giorgio | -    | -    | -    | -    | -    | –––– | -    | -    | -    | -    | 2-1  | -    | -    | -    |
| Costa D'Amalfi     | -    | -    | -    | -    | -    | -    | –––– | -    | -    | -    | -    | -    | -    | -    |
| Faiano             | -    | -    | -    | -    | -    | -    | -    | –––– | -    | -    | -    | -    | -    | -    |
| Real Poggiomarino  | -    | -    | -    | -    | 1-4  | -    | -    | -    | –––– | -    | -    | -    | -    | -    |
| Salernum Baronissi | -    | -    | -    | 0-0  | -    | -    | -    | -    | -    | –––– | -    | -    | -    | -    |
| Sant'Agnello       | -    | -    | -    | -    | -    | -    | -    | 0-3  | -    | -    | –––– | -    | -    | -    |
| Scafatese          | -    | -    | -    | -    | -    | -    | -    | -    | 5-0  | -    | -    | –––– | -    | -    |
| Vico Equense       | -    | -    | -    | -    | -    | -    | -    | -    | -    | -    | -    | -    | –––– | 3-1  |
| Virtus Cilento     | -    | -    | -    | -    | -    | -    | -    | -    | -    | -    | -    | -    | -    | –––– |

## Ripresa in primavera e nuovo Format
A marzo 2021 il Comitato regionale rende nota le modalità di ripresa con i nuovi format. Le società possono scegliere se riprendere oppure terminare la stagione, non ci saranno retrocessioni in Promozione.
Ventotto squadre danno la loro adesione e si formano cinque gironi.  
La partenza è fissata per il 18 aprile, l'ultima giornata invece il 6 giugno. Per quanto riguarda gli orari si giocherà alle 15.30 ad aprile, alle 16.30 a maggio e alle 17 a giugno.

### Girone A
|  | Pos. | Squadra           | Pt | G  | V | N | P | GF | GS | DR  |
|  | ---- | ----------------- | -- | -- | - | - | - | -- | -- | --- |
|  | 1.   | Frattese          | 27 | 10 | 9 | 0 | 1 | 26 | 4  | +22 |
|  | 2.   | Acerrana          | 19 | 10 | 6 | 1 | 3 | 20 | 11 | +9  |
|  | 3.   | Albanova          | 18 | 10 | 6 | 0 | 4 | 16 | 13 | +3  |
|  | 4.   | Maddalonese       | 16 | 10 | 5 | 1 | 4 | 16 | 17 | -1  |
|  | 5.   | Nuova Napoli Nord | 7  | 10 | 2 | 1 | 7 | 5  | 17 | -12 |
|  | 6.   | Mondragone        | 1  | 10 | 0 | 1 | 9 | 4  | 25 | -21 |

Legenda:
  Ammesso ai play-off
Regolamento:
Tre punti a vittoria, uno a pareggio, zero a sconfitta.

### Girone B
|  | Pos. | Squadra       | Pt | G | V | N | P | GF | GS | DR  |
|  | ---- | ------------- | -- | - | - | - | - | -- | -- | --- |
|  | 1.   | Ischia        | 18 | 8 | 6 | 0 | 2 | 17 | 10 | +7  |
|  | 2.   | Pianura       | 16 | 8 | 5 | 1 | 2 | 16 | 6  | +10 |
|  | 3.   | Napoli United | 16 | 8 | 5 | 1 | 2 | 24 | 8  | +16 |
|  | 4.   | Real Forio    | 7  | 8 | 2 | 1 | 5 | 10 | 21 | -11 |
|  | 5.   | Barano        | 1  | 8 | 0 | 1 | 7 | 5  | 27 | -22 |

Legenda:
  Ammesso ai play-off
Regolamento:
Tre punti a vittoria, uno a pareggio, zero a sconfitta.

### Girone C
|  | Pos. | Squadra      | Pt | G  | V | N | P | GF | GS | DR  |
|  | ---- | ------------ | -- | -- | - | - | - | -- | -- | --- |
|  | 1.   | San Giorgio  | 20 | 10 | 5 | 5 | 0 | 16 | 7  | +9  |
|  | 2.   | Barrese      | 17 | 10 | 5 | 2 | 3 | 21 | 14 | +7  |
|  | 3.   | Scafatese    | 16 | 10 | 5 | 1 | 4 | 17 | 11 | +6  |
|  | 4.   | Pomigliano   | 16 | 10 | 5 | 1 | 4 | 17 | 15 | +2  |
|  | 5.   | Sant'Agnello | 13 | 10 | 4 | 1 | 5 | 16 | 26 | -10 |
|  | 6.   | Vico Equense | 2  | 10 | 0 | 2 | 8 | 9  | 23 | -14 |

Legenda:
  Ammesso ai play-off
Regolamento:
Tre punti a vittoria, uno a pareggio, zero a sconfitta.

### Girone D
|  | Pos. | Squadra               | Pt | G  | V | N | P | GF | GS | DR  |
|  | ---- | --------------------- | -- | -- | - | - | - | -- | -- | --- |
|  | 1.   | Audax Cervinara       | 22 | 10 | 7 | 1 | 2 | 16 | 6  | +10 |
|  | 2.   | Mariglianese          | 21 | 10 | 6 | 3 | 1 | 15 | 9  | +6  |
|  | 3.   | Palmese               | 13 | 10 | 3 | 4 | 3 | 11 | 11 | 0   |
|  | 4.   | Polisportiva Lioni    | 9  | 10 | 2 | 3 | 5 | 13 | 17 | -4  |
|  | 5.   | Città di Avellino     | 7  | 10 | 1 | 4 | 5 | 11 | 17 | -6  |
|  | 6.   | Lions MM Montemiletto | 7  | 10 | 0 | 7 | 3 | 8  | 14 | -6  |

Legenda:
  Ammesso ai play-off
Regolamento:
Tre punti a vittoria, uno a pareggio, zero a sconfitta.

### Girone E
|  | Pos. | Squadra        | Pt | G | V | N | P | GF | GS | DR |
|  | ---- | -------------- | -- | - | - | - | - | -- | -- | -- |
|  | 1.   | Virtus Cilento | 14 | 8 | 4 | 2 | 2 | 16 | 12 | +4 |
|  | 2.   | Angri          | 13 | 8 | 4 | 1 | 3 | 12 | 8  | +4 |
|  | 3.   | Agropoli       | 12 | 8 | 3 | 3 | 2 | 9  | 9  | 0  |
|  | 4.   | Buccino Volcei | 12 | 8 | 3 | 3 | 2 | 9  | 8  | +1 |
|  | 5.   | Faiano         | 4  | 8 | 1 | 1 | 6 | 8  | 17 | -9 |

Legenda:
  Ammesso ai play-off
Regolamento:
Tre punti a vittoria, uno a pareggio, zero a sconfitta.

### Play-off

#### Primo turno
|                 | Risultati   |               | Luogo, data e ora                     |
| --------------- | ----------- | ------------- | ------------------------------------- |
| Frattese        | 0 - 2       | Pomigliano    | Frattamaggiore, 23 giugno 2021        |
| Acerrana        | 2 - 1       | Barrese       | Acerra, 23 giugno 2021                |
| Ischia          | 1 - 0 (dts) | Palmese       | Ischia, 23 giugno 2021                |
| Pianura         | 3 - 1       | Angri         | Napoli, 23 giugno 2021                |
| San Giorgio     | 1 - 0       | Scafatese     | San Giorgio a Cremano, 23 giugno 2021 |
| Audax Cervinara | 0 - 1       | Agropoli      | Cervinara, 23 giugno 2021             |
| Mariglianese    | 3 - 1       | Napoli United | Brusciano, 23 giugno 2021             |
| Virtus Cilento  | 2 - 1 (dts) | Albanova      | Casal Velino, 23 giugno 2021          |

#### Secondo turno
|              | Risultati   |                | Luogo, data e ora                     |
| ------------ | ----------- | -------------- | ------------------------------------- |
| Ischia       | 0 - 0 (dts) | Pianura        | Ischia, 26 giugno 2021                |
| Acerrana     | 2 - 1       | Pomigliano     | Acerra, 26 giugno 2021                |
| Mariglianese | 2 - 2 (dts) | Agropoli       | Brusciano, 26 giugno 2021             |
| San Giorgio  | 2 - 1       | Virtus Cilento | San Giorgio a Cremano, 26 giugno 2021 |

#### Terzo turno
|             | Risultati |              | Luogo, data e ora                     |
| ----------- | --------- | ------------ | ------------------------------------- |
| San Giorgio | 4 - 2     | Acerrana     | San Giorgio a Cremano, 29 giugno 2021 |
| Ischia      | 0 - 1     | Mariglianese | Ischia, 29 giugno 2021                |